# Cavhithis
Cavhithis is een geslacht van uitgestorven kreeftachtigen uit de klasse van de Ostracoda (mosselkreeftjes).

## Soort
- Cavhithis cavi Schallreuter, 1965 †